# A brit korona

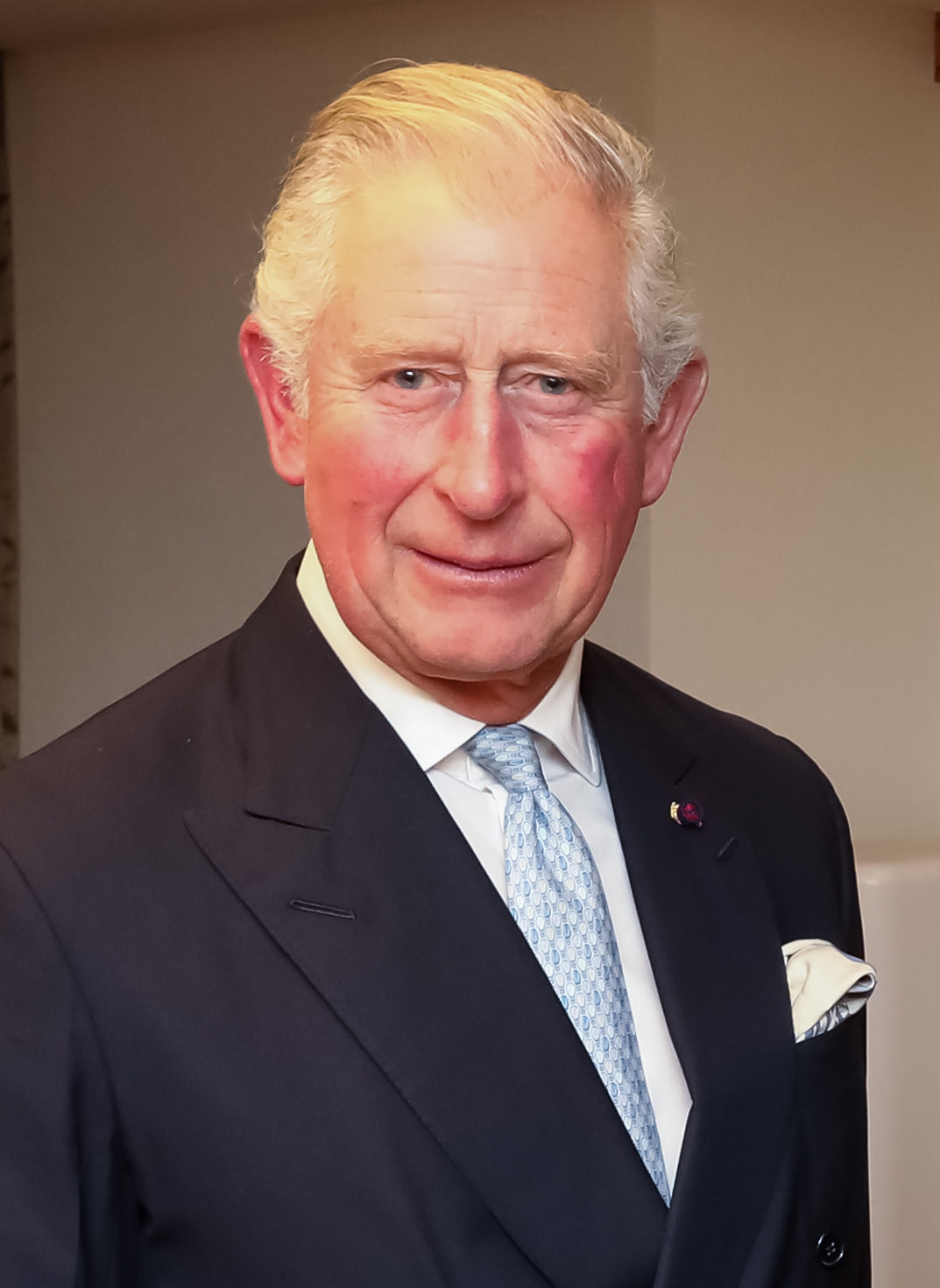
III. Károly, a Korona jogainak jelenlegi gyakorlója

A Nemzetközösségi királyságokban a Korona metonimikus absztrakció, jogi fogalom, amely a kormányzat jogi fennhatóságát jelképezi. A koncepció természetes módon fejlődött ki a korona, mint a brit nemzetállam tulajdonát képező tárgy és az uralkodó személye, illetve személyi tulajdonai elválásával.
A korona hasonló koncepciói más alkotmányos monarchiákban is léteznek, amelyekben – mint az Egyesült Királyságban – az uralkodó államfő, de a kormányzást demokratikusan választott nemzeti törvényhozás akarata irányítja. Magyarország arra példa, hogy hasonló koronaeszme akár egy köztársaságban is megőrződhet. (Jelentős eltérés, hogy a brit korona koncepciója köré számos máig érvényes közjogi vonatkozás épült, a Szent Korona mégoly fontos szerepe a magyar közgondolkodásban azonban tisztán szimbolikus természetű és nem közjogi).

## Leírása
A Korona az angol jog szerint olyan jogi személyiségű örökíthető hivatal (corporation sole), amely a végrehajtó hatalom jogi megtestesülését képviseli. A koronák mint tárgyak (mint az angol vagy a skót koronaékszerek) a Korona tulajdonát képezik és nem az uralkodóét. A „Korona” egy absztrakt metonimikus képzet, amely a kormány létezésének jogi alapját biztosítja.
Mint más jogi személyek, a Korona is „mesterséges” személy (ebben az esetben egybeesik egy természetes személlyel), amelynek lehet tulajdona és jogai, hasonlóképpen ahogy az üzleti jogi személyek és rendelkezhetnek ilyenekkel. A nemzetközösségi királyságok esetében a Korona jogai és hatalma államról államra változó, mert minden nemzeti vagy állami Korona külön corporation sole.
A Korona, amelyet a corporation sole-lal rendelkező uralkodó birtokol, nyújtja valamennyi Nemzetközösségi Királyságban (beleértve az ausztrál államokat és a Kanadai tartományokat) a kormány létezése és működése mögötti jogi fennhatóságot. 
A Korona működését a demokratikusan választott nemzeti parlamentek (illetve a kanadai tartományi és ausztrál állami törvényhozások) miniszterei intézik. 
Kivételt képeznek ezen igen korlátozott szerep alól a Koronának fenntartott jogok, melyek részleteit más-más tartalommal fogalmazzák meg az egyes nemzetközösségi királyságok alkotmányai. A Korona jogköre például a törvényhozásban a királyi jóváhagyás megadása a törvényekhez (e jogkör neve Crown in Parliament, 'Korona-a-Parlamentben'), vagy a kormányalakításra való hivatalos felhívás. Általánosságban csak az uralkodó, vagy alkirályi képviselője (a főkormányzó, kormányzó, vagy alkormányzó) gyakorolhatja őket, annak biztosítására, hogy a választott kormányok betartsák az ország alkotmányát. 
Egy példa: William Lyon Mackenzie King, aki több ízben volt Kanada miniszterelnöke a 20. század első felében, egy ízben elégedetlen volt az országos választások eredményével, maga is elvesztvén székét, ezért arra kérte fel Julian Byng főkormányzót, hogy írjon ki újabb választásokat. Jogaival élve azonban a főkormányzó ezt visszautasította.

## Az Egyesült Királyságban
Az Egyesült Királyság esetében The Crown in Right of the United Kingdom  (A Korona az Egyesült Királyság Jogán) mint jogi entitás a királyság teljes uralkodói jogkörét képviseli, de elkülönül a koronát viselő személytől. Például II. Erzsébet brit királynő egyes kastélyainak tulajdonosa és ezeket lemondása esetén is megtartaná. Más kastélyok azonban nem személyesen hozzá, hanem a Koronához tartoznak, azaz trónra lépésétől a következő uralkodót illetik. Amikor VIII. Edward 1936-ban lemondott, utódjának, VI. Györgynek meg kellett vásárolnia tőle a Balmorali kastélyt és a Sandringham House-t (más ingatlanok viszont automatikusan az utódot illették). 

### A koronafüggőségek
A Koronafüggőségeket a Korona az Egyesült Királyság jogán birtokolja, a királynő így brit minisztereivel egyeztetve dönt a függőségeket illető ügyekben, és nem a függőségek minisztereivel konzultálva. 
Bár a Koronafüggőségek nem képezik az Egyesült Királyság részét, a westminsteri brit Parlament joga a törvényhozás a számukra. A szokásjog alapján azonban ezt ritkán teszik a koronafüggőség saját törvényhozásával való egyeztetés nélkül.

## Más nemzetközösségi királyságokban
A Korona minden egyes nemzetközösségi királyság számára különálló jogi koncepció, bár hasonló tartalommal.
Kanada és Ausztrália esetében, mivel ezek szövetségi államok, a többi nemzetközösségi királysághoz képest bonyolultabb a helyzet. Létezik egy-egy koronajog a kanadai és ausztrál szövetségi állam számára, és különálló koronajogok minden egyes kanadai tartomány, illetve ausztrál szövetségi állam számára. A koronajogot egy kanadai tartományban például a helyi alkormányzó birtokolja a tartományi miniszterekkel konzultálva, nem a szövetségi kanadai főkormányzó (és nem a szövetségi miniszterek tanácsaival). Hasonló a helyzet Ausztráliában a kormányzóval és az állami miniszterekkel.

## Koronaszolgák
Az Egyesült Királyságban sok közalkalmazott „koronaszolga” (crown servant) státuszú. A börtönőröket és a rendőrtiszteket például hagyományosan a Korona alkalmazza, nem a börtönszolgálat vagy a rendőrhatóságok. Hasonlóan, a büntetőbíróságoknál ezért létezik a Koronaügyészi Szolgálat, amelynek jogászai a koronaügyészek. A titikosszolgálatok, mint az MI5 és az MI6 alkalmazottai szintén koronaszolgák. A koronaszolgák nem lehetnek parlamenti képviselők, ezért ha egy parlamenti képviselő idő előtt szeretne visszavonulni, ennek megszokott módszere, hogy címzetes koronaszolgai állást kap, ami kizárja, hogy megőrizhesse képviselői mandátumát. Az Egyesült Királyságban az igazságszolgáltatásnak is a Korona jogforrása, így a Crown Proceedings Act 1947 törvény elfogadásáig nem is lehetett bíróság elé vinni; a törvény óta szerződéses ügyekben és magánjogi vétkes cselekményekkel kapcsolatban ez, mint bármely másik személynél, lehetségessé vált.

## A Korona jogainak gyakorlása
Az Egyesült Királyságon kívül a Korona jogait ritkán gyakorolja az uralkodó maga. Leggyakrabban ezt helyi alkirályi képviselője (a főkormányzó, kormányzó, vagy alkormányzó) teszi, a helyi kormány minisztereinek javaslatára. A ritka esetekben, amikor az uralkodó személyesen gyakorolja az Egyesült Királyságon kívül, ő is általánosságban az illetékes miniszterek javaslatára teszi ezt. Más ország minisztereinek ugyanakkor nincs beleszólása egy adott országban a Korona jogainak gyakorlásába, így például a brit miniszterelnök nem tehet javaslatokat az uralkodónak, amikor az a Korona jogait Kanadában vagy bárhol máshol gyakorolja.
Az uralkodónak és kinevezett képviselőjének bizonyos esetekben joga van visszautasítani a miniszterek tanácsát és saját belátása szerint cselekedni, ezeket a Korona számára fenntartott jogokat azonban szinte soha nem gyakorolják, kivéve az alkotmányos válság esetét.

## Fordítás
- Ez a szócikk részben vagy egészben a  The Crown című angol Wikipédia-szócikk fordításán alapul.  Az eredeti cikk szerkesztőit annak laptörténete sorolja fel. Ez a jelzés csupán a megfogalmazás eredetét és a szerzői jogokat jelzi, nem szolgál a cikkben szereplő információk forrásmegjelöléseként.